# Drosera burmanni
Drosera burmanni Vahl, 1794 è una pianta carnivora annuale appartenente alla famiglia delle  Droseraceae.

## Descrizione
Presenta delle foglie disposte a rosetta sulle quali sono presenti dei "tentacoli" alle cui estremità si trovano delle ghiandole secernenti una sostanza appiccicosa con cui la pianta cattura e digerisce gli insetti.

## Distribuzione e habitat
La specie è diffusa in India, Sri Lanka, Nepal, Birmania, Thailandia, Laos, Cina sud-occidentale, Giappone, Corea, Taiwan, Malaysia, Borneo, Sulawesi, Giava, Nuova Guinea, Australia  e Nuova Caledonia.
Cresce in ambienti paludosi, sabbiosi e poveri di nutrienti fino all'altitudine di circa 1500 m.